# Maratona di Barletta
La Barletta Marathon è una gara podistica sulla distanza della maratona (42,195 km), disputata a Barletta organizzata dal 1995 al 2000 e nuovamente dal 2025. 

Pietro Mennea, uno dei simboli della Maratona di Barletta

Viene organizzata dalla associazione sportiva senza scopo di lucro "Barletta Sportiva", affiliata alla Federazione Italiana di Atletica Leggera.

## Albo d'oro
| # | Anno | Uomini            | Tempo    | Donne                | Tempo    |
| - | ---- | ----------------- | -------- | -------------------- | -------- |
| 1 | 1995 | Michele Gallo     | 2h30'48" | Maria Grazia De Toma | 3h06'08" |
| 2 | 1996 | Michele Gallo     | 2h26'57" | Alba Tritta          | 3h23'32" |
| 3 | 2025 | Alberico Di Cecco | 2h50'33" | Luana Chiara Piscopo | 3h22'59" |